# Claudia Salazar Jiménez
Claudia Gisselle Salazar Jiménez (Lima, 5 de julio de 1976) es un escritora, gestora cultural y ganadora del Premio Las Américas 2014 por su primera novela La sangre de la aurora, reconocimiento concedido a la mejor novela escrita en español durante el 2013. Parte de su obra ha sido traducida al inglés, francés, italiano y alemán. Reside en la ciudad de New York y ha publicado un libro de relatos titulado Coordenadas temporales (2016) y la novela histórica juvenil 1814, año de la Independencia (Arsam, 2017)

## Biografía
Claudia Salazar Jiménez estudió Literatura en la Universidad Nacional Mayor de San Marcos y es Doctora en Literatura latinoamericana por la Universidad de Nueva York. En su labor como gestora cultural, ha dirigido la revista literaria Fuegos de Arena, es fundadora y directora de PeruFest, el primer festival dedicado al nuevo cine peruano en la ciudad de Nueva York. Asimismo, participó en los talleres de narrativa del programa de Creative Writing en Español de NY.
Editora de las antologías: Escribir en Nueva York. Antología de narradores hispanoamericanos y Voces para Lilith. Literatura contemporánea de temática lésbica en Sudamérica (2011). Ha publicado relatos en la revista El hablador y Los Noveles, así como las antologías: Basta. 100 mujeres contra la violencia de género (2012), Denominación de origen: Perú. Antología del cuento peruano (2014), Habitación 201. Lado B (2014), Al final de la batalla (2015) y Kafkaville. Tributo a Franz Kafka (2015)
Fue profesora en el Sarah Lawrence College (New York), donde impartió clases de Español y Literatura Iberoamericana.

## Temas
A pesar de que Claudia Salazar Jiménez, en una entrevista hecha por Mariela Patriau el 22 de diciembre de 2014, hiciera explícita su opinión discordante sobre la constante estilística y temática que sigue una autora o autor a lo largo de su obra, las dos novelas que ha publicado hasta ahora: La sangre de la aurora (2013) y 1814, año de la Independencia (2017, problematizan los límites entre la historia y la literatura, el punto de enunciación de la historiografía oficial y la inherente relación que ambas disciplinas tienen con el lenguaje; en este sentido, ambas novelas se insertan en el género de la Ficción histórica, obras que controvierten los mecanismos por los que opera el discurso historiográfico.
En La sangre de la aurora, la autora busca comprender la violencia desplegada en el Perú durante el conflicto armado interno que se llevó a cabo entre 1980 y el 2000, más desde una óptica femenina, ya que, a decir de Salazar, en la tradición literaria peruana, la visión de las mujeres ha sido históricamente relegada.

## Obras

#### Novelas
- La sangre de la aurora (2013)
- 1814, año de la Independencia (2017)

#### Relatos
- Coordenadas temporales (2016)